# Oecomys speciosus
Oecomys speciosus (Екоміс деревний) — вид гризунів з родини Хом'якові (Cricetidae).

## Морфологія
Середня вага дорослої особини: 73.4 гр.

## Проживання
Країни проживання: Колумбія; Тринідад і Тобаго; Венесуела. Середньорічна кількість опадів 1580 мм. Цей вид зустрічається в тропічних дощових лісах, а також сухих лісах; де знаходиться в основному у вторинних лісах, галерейних та затоплюваних пальмових лісах і порушених територіях. У Колумбії живе в саванах.

## Поведінка
Вид напівдеревний, всеїдний і веде нічний спосіб життя.

## Загрози та охорона
Здається, немає серйозних загроз для цього виду. Цей вид присутній в численних охоронних територіях.
| Панда | Це незавершена стаття з теріології. Ви можете допомогти проєкту, виправивши або дописавши її. |